# ثورة 1919
ثورة 1919 كانت سلسلة من الاحتجاجات الشعبية على السياسة البريطانية في مصر عقب الحرب العالمية الأولى، بقيادة الوفد المصري الذي كان يرأسه سعد زغلول ومجموعة كبيرة من السياسيين المصريين، كنتيجة لتذمّر الشعب المصري من الاحتلال الإنجليزي وتغلغله في شؤون الدولة بالإضافة إلى إلغاء الدستور وفرض الحماية وإعلان الأحكام العرفية وطغيان المصالح الأجنبية على الاقتصاد. بدأت أحداث الثورة في صباح يوم الأحد 9 مارس 1919، بقيام الطلبة بمظاهرات واحتجاجات في أرجاء القاهرة والإسكندرية والمدن الإقليمية. تصدت القوات البريطانية للمتظاهرين بإطلاق الرصاص عليهم، مما أدى إلى سقوط قتلى وجرحى. استمرت أحداث الثورة إلى شهر أغسطس وتجددت في أكتوبر ونوفمبر، لكن وقائعها السياسية لم تنقطع واستمرت إلى عام 1922، وبدأت نتائجها الحقيقية تتبلور عام 1923 بإعلان الدستور والبرلمان.
كان لتأليف الوفد المصري المنوط به السفر إلى مؤتمر باريس للسلام، لمناقشة القضية المصرية بعد انتصار الحلفاء، أثره الكبير كمقدمة أدت إلى اشتعال الثورة. فقد اعتقلت بريطانيا سعد زغلول وثلاثة من زملائه لتشكيلهم الوفد ونفتهم إلى جزيرة مالطا، الأمر الذي أدى إلى بداية الاحتجاجات في مارس 1919. انطلقت تظاهرات في العديد من المدن والأقاليم المصرية وكانت القاهرة والإسكندرية وطنطا من أكثر تلك المدن اضطرابًا، ما دفع السلطات البريطانية إلى الإفراج عن سعد زغلول وزملائه، والسماح لهم بالسفر لباريس. وصل الوفد المصري إلى باريس في 18 إبريل، وأُعلنت شروط الصلح التي قررها الحُلفاء، مؤيدة للحماية التي فرضتها إنجلترا على مصر.
أُوفِدت لجنة ملنر، للوقوف على أسباب هذه التظاهرات. وصلت اللجنة، في 7 ديسمبر وغادرت في 6 مارس 1920. دعا اللورد ملنر الوفد المصري في باريس للمجيء إلى لندن للتفاوض مع اللجنة، وأسفرت المفاوضات عن مشروع للمعاهدة بين مصر وإنجلترا ورفض الوفد المشروع وتوقفت المفاوضات. استؤنفت المفاوضات مرة أخرى، وقدّمت لجنة ملنر مشروعاً آخر، فانتهى الأمر بالوفد إلى عرض المشروع على الرأي العام المصري. قابل الوفد اللورد ملنر وقدموا له تحفظات المصريين على المعاهدة، فرفض ملنر المناقشة حول هذه التحفظات، فغادر الوفد لندن في نوفمبر 1920 ووصل إلى باريس، دون أي نتيجة.
دعت بريطانيا المصريين إلى الدخول في مفاوضات لإيجاد علاقة مرضية مع مصر غير الحماية، فمضت وزارة عدلي بمهمة المفاوضات، ولم تنجح المفاوضات بعض رفضها لمشروع المُعاهدة، فنشر سعد زغلول نداءً إلى المصريين دعاهم إلى مواصلة التحرك ضد الاحتلال البريطاني فاعتقلته السلطة العسكرية هو وزملائه، ونفي بعد ذلك إلى سيشيل.
حققت الثورة مطالبها، ففي 28 فبراير ألغت بريطانيا الحماية المفروضة على مصر منذ 1914. وفي 1923، صدر الدستور المصري وقانون الانتخابات وألغيت الأحكام العرفية. لم تستطع الثورة تحقيق الاستقلال التام، فقد ظلت القوات البريطانية في مصر.

## خلفية تاريخية

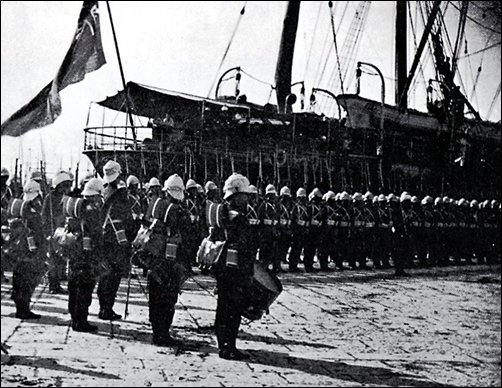
كتيبة الحرس الاسكتلندي تنزل في الإسكندرية يوم 12 أغسطس 1882.

حُدد مركز مصر قبل الحرب العالمية الأولى بمعاهدة لندن عام 1840 التي التزمت بها مصر، حيث كانت تعترف باستقلال مصر المكفول من الدول الموقعة وضمان عرش محمد علي باشا. قُيد هذا الاستقلال بالسيادة العُثمانية التي قررتها المُعاهدة، وتراخت هذه السيادة مع الزمن ولم يبقْ من مظاهرها غير الجزية التي كانت مصر تدفعها. عصف الاحتلال البريطاني باستقلالية مصر عام 1882، حيث دخلت القوات البريطانية مصر وقامت باحتلالها. كانت الحرب العالمية الأولى في يوليو 1914، وقد أخذت مصر فيها موقف الحياد، وفي 2 نوفمبر 1914 أُعلنت الأحكام العرفية ووُضعت الرقابة على الصحف من قبل السُلطَات البريطانية. في 18 أكتوبر 1914، تم تأجيل انعقاد جلسات الجمعية التشريعية ووضع قانون لمنع التجمهر وتفريقها ومعاقبة القائمين به. دخلت تركيا الحرب ضد بريطانيا فأُصدِر بيان يُحَذِر المِصريين من أي أعمال عدائية ضد بريطانيا. أُعلنت الحماية البريطانية على مصر في 18 ديسمبر 1914، وسُلِبت من السيادة التركية (الدولة العُثمانية)، وفي اليوم التالي خُلِع الخديوي عباس حلمي الثاني الذي كان في الأستانة وتولى السلطان حسين كامل العرش. تولى حسين رشدي الوزارة، وألغيت وزارة الخارجية تبعًا لنظام الحماية. لم يصدر موقف رسمي من الجمعية التشريعية التي كانت تحمل صفة النظام النيابي حينها، كذلك من الوزارة. قام وكيل الجمعية سعد زغلول باشا باستقبال هنري مكماهون أول مندوب سامي بريطاني عُين في ظل الحماية في 9 يناير 1915، وقال عنه: «إن دلائل الخير بادية على وجهه، وأمل أن يجزل الله لمصر الخير على يده.»
تولت السلطة العرفية حكم البلاد، فكان أول أعمالها اضطهاد الحزب الوطني ومطاردة أعضائه ومناصريه واعتقل الكثير منهم. تزايد سخط الشعب على الحماية وعلى السلطان حسين كامل لقبوله العرش في ظِلّ الانقلاب والحماية البريطانية، فاعتدي عليه مرتين. اتخذت القوات البريطانية من مصر قاعدة حربية لحلفائها في الشرق الأوسط فكانت قاعدة لحملاتها على العراق وسوريا وشبه الجزيرة العربية، ما كان له آثاره في شن القوات العثمانية حملتها على قناة السويس وقد شارك الجيش المصري فيها مع القوات البريطانية. أخذت القوات البريطانية تجمع مئات الألاف من العمال والفلاحين بالإكراه لإرسالهم في مختلف حملاتها للعمل مع الجيش البريطاني، فيما سمي بـ «فرقة العمل المصرية»، وقد مات منهم الكثيرون. عينت الحكومة البريطانية ريجنالد ونجت مندوبًا ساميًا لمصر، في نوفمبر 1916 بدلًا من مكماهون، وكان ونجت قائد الجيش المصري والحاكم في السودان، وقد زاد من النفوذ الإنجليزي على الحكومة والسلطان. توفي السلطان كامل في 9 أكتوبر 1917، وكان قد عَرض السلطنة على نجله كمال الدين حسين، لكنه تنحى عن ذلك، وارتقى السلطان فؤاد الأول العرش. لم يشأ فؤاد تغيير الوزارة، فعهد لحسين رشدي بتأليف الوزارة من جديد. كانت مصر قد صرفت من خزائنها في مصلحة بريطانيا منذ بداية الحرب 3.5 مليون جنيه إسترليني. انتهت الحرب العالمية الأولى، في 11 نوفمبر 1918، بهزيمة ألمانيا وانتصار قوات الحلفاء.

## الوضع المصري قبيل الثورة

### الوضع السياسي
|                                |  |  |
| مصطفى كامل (يمين) و محمد فريد. |  |  |

كانت مصر في طليعة الدول التي خاضت جولات ضد حكم الفرد والتدخل الأجنبي، فكانت البداية على يد مصطفى كامل ومحمد فريد فكان الحزب الوطني مُمهد للثورة. ظهر مشروع السير وليام برونيت - المستشار المالي للحكومة البريطانية في مصر - لوضع تعديلات في القوانين والنظم القضائية والإدارية لتنسجم مع الحماية البريطانية. سُميت اللجنة «لجنة الامتيازات الأجنبية»، فقد وضع هذا المشروع لإنشاء مجلس نواب مصري، تكون له سلطات استشارية، ومجلس شيوخ تكون فيه الأغلبية للأعضاء الرسمين (الوزراء) والمستشارون الأجانب ثم الأعضاء المُنتخبين. أرسل برونيت نسخة من المشروع في نوفمبر 1918، ما كان له أثره في ازدياد السخط على السياسة البريطانية، لإهدارها للاستقلال الداخلي لمصر.

### الوضع الاقتصادي
طغى على الاقتصاد المصري في هذه الفترة ازدياد النفوذ الأجنبي في البنوك والمصانع والمتاجر. في حين كان يُمثل القطن عصب الاقتصاد المصري هبط سعره هبوطًا جسيمًا على آثر الحرب العالمية الأولى إلى ما يعادل 1.60 جنية مصري، وكان سعره قبل الحرب 4 جنيهات. ازدادت الأزمة الاقتصادية بعد رفض البنوك التسليف على القطن، وبدأت البنوك العقارية المطالبة بأقساطها، واستعمال الحكومة القسوة في جمع الضرائب. أدى الوضع إلى لجوء الكثيرين إلى بيع أقطانهم بأدنى سعر (1.20 ج)، كذلك بيع المصوغات والماشية والاستدانة من المرابين لسداد بقية المال المطلوب. أصدرت لجنة بورصة الإسكندرية قرارًا في 6 ديسمبر 1914 بتحديد سعر أدني لعقود تصدير القطن بـ2.5 جنية تقريبًا، تفاديًا لهبوط سعره لأقل من هذا المستوى، لكن ألغي العمل بالقرار في 6 سبتمبر من نفس العام. بلغ ثمن محصول القطن عام (1914) 16.5 مليون جنية في حين كان عام (1913) 29.14 مليون جنية. في 2 أغسطس 1914، أصدرت الحكومة مرسومًا ينص على أن "أوراق البنكنوت الصادرة من البنك الأهلي تكون لها نفس القيمة الفعلية للنقود الذهبية المتداولة رسميًا، وسُمِح للبنك بإرسال رصيده الذهبي إلى لندن وإعفاء الأوراق النقدية من الغطاء الذهبي. منحت الحكومة علاوة للموظفين لواجهة الغلاء، فزادت من دخلها لتعويض العجز، فتم رفع أجور النقل بالسكك الحديدية بـ50% ليصل مقدار الزيادة لـ100%. احتكرت الحكومة البريطانية محصول القطن عام 1917 بسعر أقل من السعر الحقيقي، وألغت عقود التصدير وحصرتها في عدد محدود من شركات التصدير الأجنبية، كذلك عام 1918 وحدد سعر شرائه بـ 7 جنيهات تقريبًا، وكان سعر الشراء الفعلي من أصحاب الأقطان 5.3 جنية، في حين كان السعر العالمي 10.6 جنية، وبلغت خسارة مصر في هذا العام من القطن 32 مليون جنية.

### الوضع الاجتماعي
انتشر التعليم وارتقت أساليب الحياة عما كان قبل 1919 وحدثت نهضة أدبية وعلمية وصحفية، ما جعل المجتمع على دراية أكثر وأشد تبرمًا على النظم الاستعمارية. خلال عامي 1918 و1919 اتسع نطاق الحراك الوطني ليشمل طبقات كانت بمعزل عنه كالموظفين والفلاحين وكذلك طبقة الأعيان والنساء.

## المقدمات

### تأليف الوفد المصري

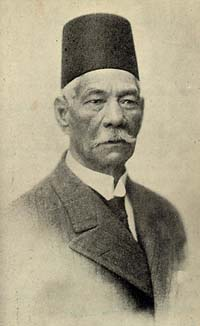
سعد زغلول

اجتمع سعد زغلول مع بعض أعضاء الجمعية التشريعية وغيرهم، ورغبتهم في تأليف وفد يسافر إلى باريس للمطالبة باستقلال مصر لدى مؤتمر السلام. ذهب سعد زغلول وعلي شعراوي وعبد العزيز فهمي إلى دار الحماية البريطانية لمقابلة السير ريجنالد ونجت عقب عهد الهدنة في الأربعاء 13 نوفمبر 1918، دار الحديث بينهم دون نتيجة تذكر. كان هناك اجتماعات لمجموعات أخرى غير مجموعة زغلول، فقد اجتمع فريق من أعضاء نادي المدارس العليا، واتجهت أنظارهم لتكليف مجموعة سعد زغلول بالمطالبة بالاستقلال. قصد مصطفى النحاس وعلي ماهر سعد زغلول وعرضوا عليه موقفهم، أخفى عليهم زغلول ما يقوم به هو وزملاؤه، إلا أنهم لم يقتنعا وعاد النحاس لمقابلة عبد العزيز فهمي. اقتنع فهمي بصدقهم فأخبرهم بما يجري. بدأ الوفد في جمع توكيلات من المصريين لتوكيلهم في الدفاع عن القضية المصرية. في هذه الأثناء ظهرت حركة أخرى من أعضاء الحزب الوطني لتأليف وفد آخر بتأييد من عمر طوسن وكيل الجمعية التشريعية. قابل سعد زغلول عمر طوسون في محاولة منه لتوحيد صف الوفد، فقبل طوسون فضُمّ مصطفى النحاس وحافظ عفيفي.
استمر الوفد في جمع التوقيعات للضغط على الإنجليز للسماح للوفد بالسفر إلى باريس. ألقى سعد زغلول أول خطابًا في أول اجتماع بعد تأليف الوفد في 13 يناير 1919، بمنزل حمد الباسل، أعلن فيه أن الحماية باطلة بموجب القانون الدولي، ووضع في هذا الخطاب مبادئ الدستور السياسي لمصر المستقلة؛ تضمنت المبادئ بقاء نظام الامتيازات الأجنبية، بهدف كسب تأييد الدول التي تتمتّع رعاياها بهذه الامتيازات، حتى تعاون مصر في مؤتمر السلام لنيل استقلالها. أيد حسين رشدي باشا رئيس الوزراء حينها وعدلي يكن وزير المعارف حركة التوكيلات هذه، وطلبا من المعتمد البريطاني السماح لهما وللوفد بالسفر، فجاء الرد بعدم الموافقة، بحجة انشغال اللورد بلفور بمفاوضات الصلح لقرب انعقاد مؤتمر السلام. تقدم الأثنين باستقالتهم للسلطان فؤاد الأول 2 ديسمبر 1918. لم يقبل السلطان فؤاد هذه الاستقالة لعلّ يقبل الإنجليز عرض رشدي باشا بالسفر إلى لندن. في 21 يناير 1919، سافر المعتمد البريطاني السير ونجت إلى لندن في محاولة إقناع حكومته بسفر الوزيرين إلى لندن لكن الحكومة البريطانية رفضت، فبقي هناك ولم يعد. أصرّ الإنجليز على موقفهم وظلت الاستقالة معلقة. تراجعت السلطات الإنجليزية فيما بعد، وسمحت للوزيرين بالسفر إلى لندن دون غيرهم. أصرّ رشدي باشا على طلبه بالسماح للسفر لمن يطلب السفر من المصريين إلى أوروبا، فرفض الإنجليز ما أدى إلى قبول السلطان الاستقالة في مارس 1919.

### اعتقال سعد زغلول
تدخل الوفد لأول مرة باعتباره ممثلًا للشعب، وأرسل خطابًا في 2 مارس 1919 للسلطان ليُعلن عن رفضه في قبوله استقالة الوزارة. تبع هذا الخطاب خطاب آخر في 4 مارس إلى ممثلي الدول الأجنبية يحتج فيه على منع الإنجليز المصريين من السفر إلى مؤتمر السلام. في 6 مارس، استدعى الجنرال وطسن قائد القواتْ البريطانية سعد زغلول وأعضاء الوفد لمقابلته. قام الجنرال وطسون بتحذيرهم من القيام بأي عمل يعيق الحماية البريطانية على مصر، واتهمهم بتعطيل تشكيل الوزارة الجديدة، ما يجعلهم عرضة للأحكام العرفية. أرسل سعد زعلول احتجاج إلى لويد جورج رئيس الوزارة الإنجليزية، أعلن فيه أنه يطلب «الاستقلال التام» لبلاده وأنه يرى في الحماية عملًا دوليًا غير مشروع. في 8 مارس، أمرت السلطات البريطانية باعتقال مجموعة الوفد وحبسهم في «ثُكنات قصر النيل» ثم تم نفيهم في اليوم التالي إلى «مالطة». انتشرت أخبار نفي أعضاء الوفد في 9 مارس، ما تسبب في بدأ مظاهرات الاحتجاج في القاهرة والمناطق الكبرى، كان قوام المظاهرات طلبة المدارس الثانوية والعليا ثم انضم لهم بقية المصريين.

## الأحداث

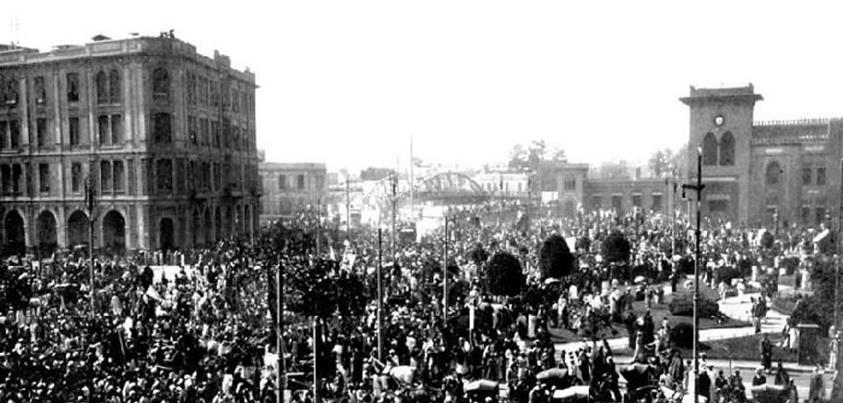
تجمُع لبعض المتظاهرين أمام محطة مصر

بدأت أحدث الثورة في صباح يوم الأحد 9 مارس 1919، بقيام الطلبة بمظاهرات واحتجاجات. كان طلبة مدرسة الحقوق أول المضربين واتخذوا زمام المبادرة فذهب وفد منهم إلى بيت الأمة حيث كان بعضهم يري أن هذه التظاهرات قد تغضب الوفد، فقابلوا عبد العزيز فهمي وقال لهم: «انكم تلعبوا بالنار دعونا نعمل في هدوء ولا تزيدوا النار اشتعالًا.» انصرف الطلبة غاضبين من الرد وذهبوا إلى زملائهم، لكن زملاءهم استبطأوا عودتهم فخرجوا من المدرسة بتسهيل من أحد ضباط الجيش في بداية للتظاهر. أصدرت بريطانيا في 21 مارس قرار بتعين المارشال اللنبي  اجتمع بعد وصوله بحسين رشدي وأعضاء وزارته وباقي أعضاء الوفد غير المعتقلين، وطلب مساعدتهم في الحد من هذه التظاهرات. أذاع السلطان فؤاد نداءً إلى الشعب مطالبًا فيه بالكف عن التظاهرات، وعقبه خبر من اللنبي بالإفراج عن المعتقلين والسماح بالسفر لمن يريد.

### بداية الأحداث في مارس
- 10 مارس: أعلن طلاب المدارس الأميرية والأزهر الإضراب العام، وشكلوا مظاهرة كبرى وانضم إليهم من صادفهم من أفراد الشعب. في أثناء مرور المتظاهرين بشارع الدواوين حيث كان يتواجد بعض الجنود الإنجليز فأطلقوا النار على المتظاهرين، ما أدى إلى وفاة أول أثنين من المتظاهرين.[27] تعدى بعض المتظاهرين على قُطر الترام فأتلفوا كثيرًا منها وتعطيل سيرها وتحطيم بعض واجهات المتاجر المملوكة للأجانب.[28]
- 11 مارس: استاء الطلبة من وقوع هذه الحوادث فبادروا إلى إذاعة منشور في الصحف يعربون فيه عن أسفهم لهذه الأحداث.[28] استمر الطلبة في تظاهراتهم وأضرب سائقي سيارات الأجرة (التاكسي) فتعطلت المواصلات في جميع أنحاء القاهرة. أصدر القائد العام للقوات البريطانية أمرًا بمنع المظاهرات، وبدأت القوات في تنفيذ الأمر بالأسلحة والمدافع وإطلاق النار على من صادفهم من المتظاهرين.[29] كانت أول مصادمة بين الجنود والمتظاهرين بميدان باب الحديد ثم شارع عماد الدين.[30] اضرب المحاميين أيضًا في هذا اليوم.[31]
- 12 مارس: استمرت التظاهرات والمواجهة العسكرية من قبل القوات، وصدر تقرير رسمي في هذا اليوم يوضح عدد إصابات الأحداث من 9 مارس وكانت 6 قتلى و31 جريح.[32] أضرب طلبة المدارس والمعاهد الدينية بالإسكندرية، ونظموا تظاهرات أمام جامع المرسي أبو العباس واتجهوا إلى مبنى المحافظة.[33] قامت مظاهرة كبيرة في طنطا، واتجهوا إلى محطة القطارات، حيث كانت تتواجد مجموعة من الجنود البريطانيين فانهالوا عليهم بالرصاص. بلغ عدد الضحايا 16 قتيل و49 جريح.[34]

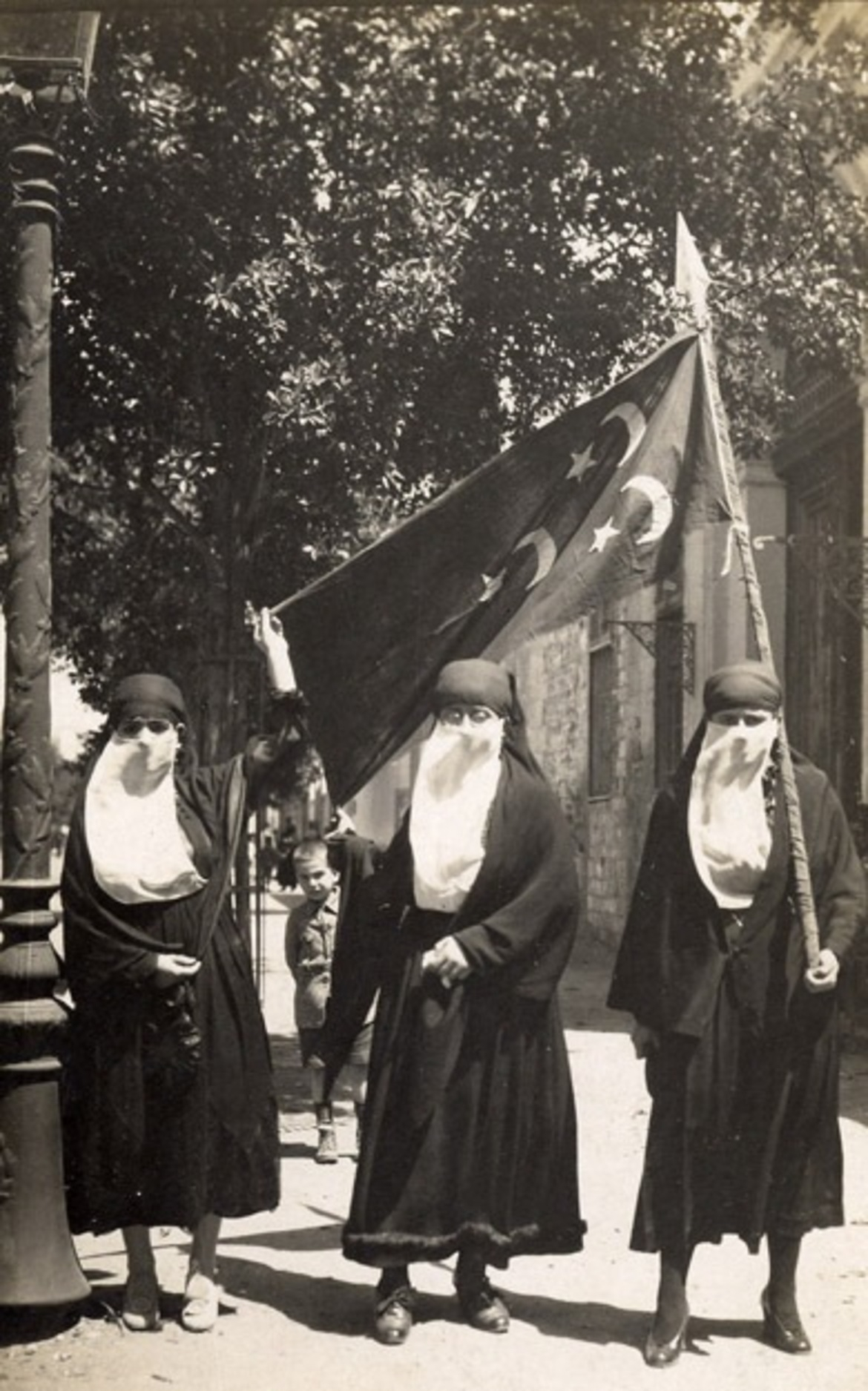
مجموعة من السيدات يُشاركن في التظاهُرات

- 13 مارس: استمرت التظاهرات ووقع أكثرها في الحلمية والغورية وشبرا. قام طلبة الأزهر بتظاهرات أمام مسجد الحسين وساروا إلى أن التقوا بتظاهرات الطلبة الأخرين، ثم ساروا إلى المحكمة الشرعية بشارع نور والظلام.[32]
- 14 مارس: تجددت المظاهرات، وتجدد الاعتداء عليها من قبل الجنود البريطانيين، وكان أكثر الاعتداءات فظاعة ما حدث أمام مسجد الحسين فبينما الناس خارجين من صلاة الجمعة أتت مدرعتان إنجليزيتان وأطلق الرصاص على المُصلين ظنًا منهم أنهم متظاهرون. ووقعت في هذا اليوم مظاهرتان احداهما كانت بحي السيدة زينب فرقتها القوات الإنجليزية بالمدافع الرشاشة وقتل 13 وأصيب 27 شخصًا.[35]
- 15 مارس: أضرب المحاميين الشرعيين وتظاهروا أمام المحكمة الشرعية، وكذلك عمال السكك الحديدية الذي يزيد عددهم عن 4,000 عامل، وقاموا بإتلاف مفاتيح القضبان والخط الحديدي بالقرب من إمبابة، فتعطلت قطارات الوجه القبلي.[36] أنشّأت القيادة البريطانية محكمة عسكرية، بقسم الأزبكية، وكانت تصدر أحكامًا بالحبس أو الجلد أو الغرامة.[36]
- 16 مارس: استمرت المواصلات معطلة، وكانت الأحياء الشعبية منها حي الحسين والسيدة زينب باب الشعرية والجمالية تشهد تظاهرات قوية. أقيمت الحواجز والمتاريس في هذه الأحياء لتعطيل سير المدرعات البريطانية، وحفر الثوار خنادق عميقة بالشوارع.[37] أُقيمت مظاهرة كبرى من السيدات في هذا اليوم، وكان أعدادهن تتجاوز الـ 300، وقدمن احتجاجًا مكتوبًا إلى معتمدي الدول (السفراء حاليًا). كان منهم صفية زغلول زوجة سعد زغلول.[38]
- 17 مارس: شهدت القاهرة مُظاهرات أكثر تنظيمًا، بدأت سيرها من الأزهر، وتعهدت القوات البريطانية بعدم التعدي. لكن أُطلقت النيران من نوافذ بعض البيوت من مصدر غير معروف فقتل وجرح البعض.[39] أطلقت القوات البريطانية النار على المتظاهرين في الإسكندرية فقتل 16 وجرح 24 شخصًا.[40] قامت مظاهرة كبرى بمدينة دمنهور وتصدى لها مدير البحيرة إبراهيم حليم باشا شخصيًا، فأغضبهم ذلك، فانقضوا عليه بالأحذية. تدخلت الشرطة وقتل 12 شخصًا. أُعلن حظر التجوال ليلًا بالمدينة من الساعة السابعة مساًء إلى الرابعة صباحًا [41] حُشدت مظاهرات بمدينة رشيد، فتصدت لهم الشرطة وقتل شاب من أبناء أحد الأعيان، فهاجم المتظاهرون قسم الشرطة وأضرموا فيه النار. خلع بعض المتظاهرين قضبان السكة الحديد وأتلفوا خطوط الهاتف. نُظمت لجان شعبية لحفظ الأمن بالمدينة. قامت القوات الإنجليزية في اليوم التالي بالقبض على 90 شخصًا.[42]
- 18 مارس: اجتمع عمال عنابر السكك الحديدية في شارع بولاق وساروا قاصدين الأزهر للانضمام إلى المتظاهرين به، فاعترضتهم القوات البريطانية فسقط منهم الكثير من القتلى والجرحى.[39] تم تدمير محطة قطارات قلين وقطعت السكك الحديدية بين طنطا وقلين ودسوق.[34] في زفتى، تجاوب الأهالي مع دعوات انفصال المدينة وإعلان الجمهورية.[43] قامت السلطات البريطانية بدفع القوات الأسترالية لقمع الأحداث، فقام الأهالي بحفر الخنادق العميقة وخلعوا قضبان السكك الحديدية، فدخلت القوات المدينة وعسكرت بها.[44]

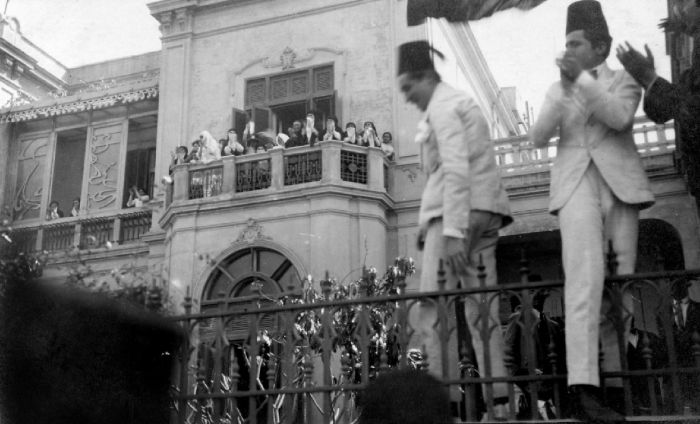
المتظاهرون أمام بيت الأمة

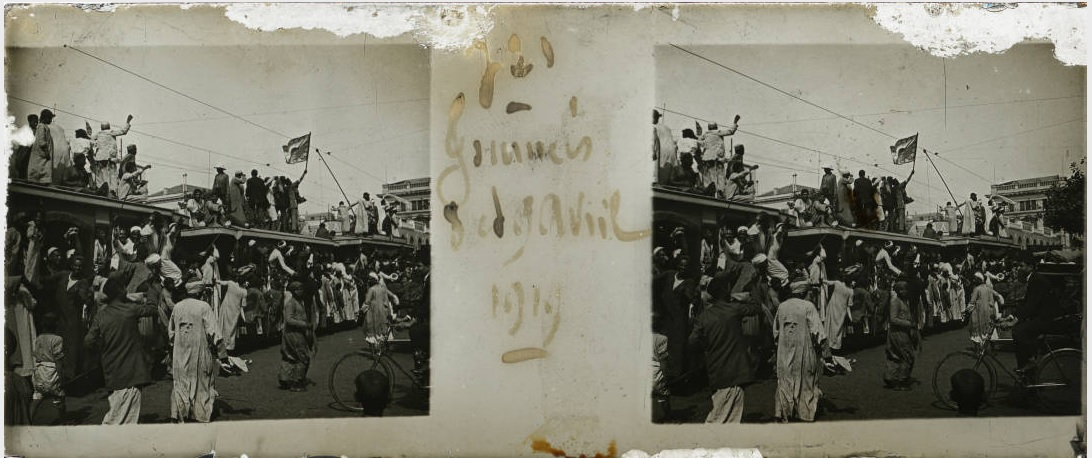
المتظاهرون

- 20 مارس: تظاهرت مجموعة من السيدات أمام بيت الأمة، فحاصرتهم القوات البريطانية لأكثر من ساعتين. قدِم الُقنصل الأمريكي وشاهد الحصار، فذهب إلى مقر القيادة البريطانية بفندق سافواى، فصُدر أمر بفض الحصار.[45]
- 21 مارس: بدأت تظاهرات بمدينة بور سعيد، فتصدى لها الجنود البريطانيين وأطلقوا النار على المتظاهرين فقتل 7 وجرح 17 شخصًا.[41]
- 25 مارس: وقع حادث بقريتي العزيزية والبدرشين بمحافظة الجيزة، حيث قام نحو مائتي جندي بريطاني في الساعة الرابعة صباحًا بالهجوم على القريتين مدججين بالسلاح، وانقسموا فريقين كل فريق أحاط بمنزل عمدة القرية، وطلبوا منهم تقديم كل ما يملكونه من أسلحة. أستولى الجنود على الحُلى والأموال من المنازل والماشية، وقاموا بإحراق القريتين وقتل العديد من الأهالي.[46] حاصرت القوات البريطانية بلدة الشبانات بمركز الزقازيق، بحجة قتل جندي هندي يتبع القوات البريطانية. أمر القائد أهل البلدة بالمغادرة لإحراق القرية، فاستولى على ممتلكات الأهالي وقاموا بإحراقِها.[47]
- 30 مارس: اقتحم الجنود البريطانيين بلدة نزلة الشوبك مركز العياط بالسلاح وسلبوا منها الحُلى والمال، واعتدوا على أعراض النساء. قتل 12 وجرح 12 شخصًا وأشعلوا النيران بالمنازل.[48]

### مُهادنة الثورة

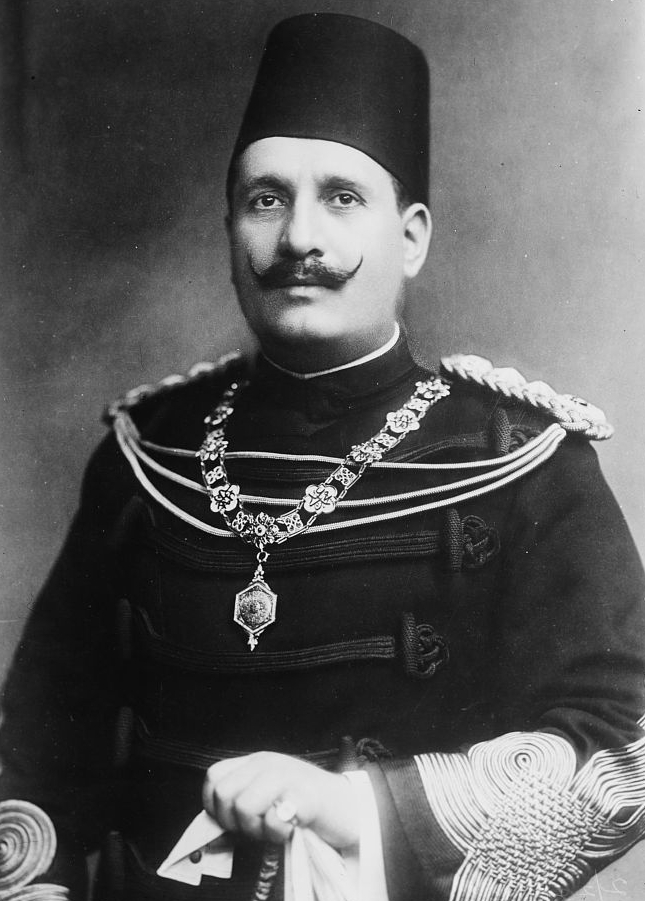
السلطان فؤاد الأول

- 6 أبريل: أصدر السلطان فؤاد قرارًا نُشر في الوقائع المصرية وكافة الصحف، بالكف عن المظاهرات والهدوء والسكينة.[49]
- 7 أبريل: أعلن الجنرال اللنبي بالإفراج عن سعد زغلول وزملائه، وتمكين المصريين من السفر للخارج، فقامت مظاهرات كبيرة للابتهاج، وتعدى الجنود البريطانيين على بعض المتظاهرين بالقرب من فندق شبرد، فقتل 2 وجرح 4 أشخاص.[50]
- 8 أبريل: قامت مُظاهرة كُبرى بلغ عدد متظاهريها مئات الآلاف، بينما الموكب يمر من أمام حديقة الأزبكية، قام الجنود الإنجليز بإطلاق النيران على المتظاهرين فقتل وجرح عدد منهم.[51]
- 9 مارس: عرض السلطان فؤاد الأول على حسين رشدي تشكيل وزارة جديدة بعد تنفيذ المطالب من الإفراج عن سعد زغلول والسماح لهم بالسفر، فقبل رشدي تشكيل الوزارة، حيث كانت وزارة حسين رشدي مستقيلة منذ ديسمبر 1918 وقبل السلطان الاستقالة في أول مارس 1919. ظلت الدولة دون حكومة طوال فترة واشتعال الثورة.[52][ملاحظة 5]
- 11 أبريل سافر أعضاء الوفد المصري إلى بورسعيد ومنها أبحروا إلى مالطة حيث التقوا بسعد زغلول وزملائه الثلاثة وابحروا جميعًا إلى باريس.[53][ملاحظة 6]
- 12 أبريل: أصدر رشدي بيانًا من رئاسة مجلس الوزراء يهيب فيه موظفين الدولة بالعودة لأعمالهم.[54] حيث قرر الموظفين الإضراب بعد اجتماع لهم بوزارة الحقانية في 10 أبريل ورفعت بمطالبها لرشدي باشا[55]
- 13 أبريل: هجمت القوات البريطانية على بلدة كفر مساعد بمركز صفط الملوك (إيتاي البارود حاليًا)، وأمروا الأهالي بالخروج إلى محطة القطار، وقتل أحد الأهالي. ثم هجموا على بلدة شبرا الشرقية ثم بلدة كفر الحاجة.[56]
- 17 أبريل: في قنا واسوان، أُذيع منشور بضرورة تحية الضباط البريطانيين، وأنذر كل من يخالف القرار من الأهالي، حيث أُتلفت خطوط السكك الحديدية.[57]
- 21 أبريل: لم توفق وزارة رشدي بإقناع الموظفين بإنهاء الإضراب، فتقدم رشدي باستقالته، وقبلت استقالته في اليوم التالي.[58]

### الوفد المصري في باريس
وصل الوفد المصري إلى باريس في 18 إبريل، وقد نشر نبأ في اليوم التالي بموافقة الولايات المتحدة على الحماية التي فرضتها إنجلترا على مصر. قرر الوفد إيفاد محمد محمود باشا إلى الولايات المتحدة للدعايا وانتقاد إعلان الرئيس ويلسون. أُعلنت شروط الصلح التي قررها الحُلفاء وسُلمت للوفد الألماني في 7 مايو، مؤيدة للحماية التي فرضتها إنجلترا على مصر. قبلت ألمانيا في 2 يونيو ووقعت على شروط الصلح وصارت جزءًا من معاهدة فرساي. احتج الوفد المصري على بنود الاتفاقية وأرسل خطابًا للسيد جورج كلمنسو رئيس الوزراء الفرنسي ورئيس المؤتمر. حدث انشقاق بالوفد وقرر في يوليو فصل إسماعيل صدقي ومحمود أبو النصر، بحجة مخالفتهم مبدا الوفد وخطته، وفصل حسين واصف بعد ذلك. لم يكن بعض أعضاء الوفد على توافق مع سعد زغلول ظنًا منهم أنه يريد إعلان الجمهورية في مصر، في حين كان أعضاء الوفد وخصوصًا من الأعيان يرون خطورة هذه الخطوة.

## لجنة ملنر

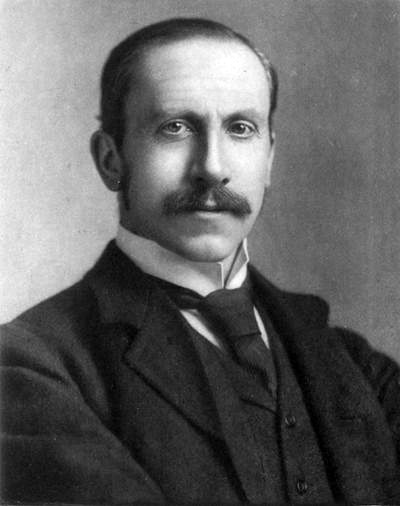
اللورد ألفريد ملنر

في أبريل 1919، فكرت الحكومة البريطانية في حل لمشكلة الثورة المصرية وتفاديها، فاقتُرح إيفاد لجنة كبرى إلى مصر للتحقيق في أسبابها. أعلنت الصُحف البريطانية أن اللجنة ستُسَافر في خريف 1919، الأمر الذي زاد من سخط المصريين، كون تمسك بريطانيا بالحماية. مُهد لقدوم اللجنة في أوائل سبتمبر، حيث صدرت الأوامر إلى المصالح الحكومية بإعداد تقارير وإحصائيات عن الوضع المصري، وإرسال نشرات للأعيان تحوي على أسئلة بخصوص دوافع الثورة. في 22 سبتمبر 1919، أعلنت لندن عن تشكيل لجنة برئاسة اللورد الفريد ملنر وزير المستعمرات حينها.

### الاحتجاج على لجنة ملنر
- 24 أكتوبر: في القاهرة، تظاهر المصريون احتجاجًا على قدوم اللجنة فتصدت لهم الشرطة، وفي الإسكندرية خرج المصلون من جامع المرسي أبى العباس في مظاهرات ضخمة فتصدت لهم الشرطة واستعانت بقوات الجيش الإنجليزي، فقتل 5 وجرح نحو 40 شخصًا.[67]
- 31 أكتوبر: خرجت تظاهرة كبرى في الإسكندرية، فاقتحمت سيارة للجيش الإنجليزي الجموع، فصدمت من صادفته. ثار المتظاهرون على الجنود، فأطلق الجنود النيران على المتظاهرين، فقتل 4 وجرح 40 شخصًا. صدر قرار من مجلس الوزراء في 5 نوفمبر بمنع التظاهرات.[68]
- 14 نوفمبر: نشرت دار الحماية بلاغًا رسميًا أعلنت قرب قدوم لجنة ملنر وحددت مُهمتها باقتراح نظام سياسي يلائم مصر تحت الحماية البريطانية. أصدر الحزب الوطني ردًا على البيان أعلن فيه سياسة عدم المفاوضات مع المُحتلين. أُذيع بيان من لجنة الوفد المركزية، بضرورة تمسُك المصريين بحقوقهم، وضرورة جهادهم الوطني.[69]
- 16-15 نوفمبر: اندلعت مُظاهرات في بالقاهرة والإسكندرية، وتوجهت مظاهرات القاهرة إلى ميدان عبدين تهتف بالاستقلال وسقوط لجنة ملنر. حاولت قوة من الجيش المصري تفريق المُتظَاهرين، ما أدى إلى هجوم المتظاهرين على قسم شرطة عابدين والموسكي وتمت حصارهم. استدعت الحكومة الجيش البريطاني للتدخل، فوقعت معركة دامية وقتل 13 وجرح 79 مصريًا.[70] وفي الإسكندرية اعترضت القوات البريطانية التظاهرات وقتل اثنين من المتظاهرين. وكذلك قامت تظاهرات كبرى في طنطا والمنصورة وشبين الكوم.[71] قدم محمد سعيد رئيس الوزراء استقالته، مسببًا إيها إلى عدم موافقته على حضور لجنة ملنر. استبقى السلطان فؤاد الاستقالة حتى يُشكل وزارة جديدة.[72]
- 21 نوفمبر: شُكلت وزارة يوسف باشا وهبة (القبطي)، وكان معظم الوزراء من الحكومة السابقة. قوبل التشكيل بسخط عام، حيث أنها أتت بعد بلاغ دار الحماية فدل ذلك على إقرارها بالسياسة البريطانية في الحماية على مصر.[72] أقام الأقباط في الكنيسة المُرقسية الكبرى، وأعلنوا سخطهم على وهبة باشا. عقدت الجمعية العمومية للمحامين وقرروا الأضراب احتجاجًا على لجنة ملنر.[73]

وصلت لجنة ملنر إلى بور سعيد، في 7 ديسمبر، واستقلوا قطارًا إلى القاهرة، وكانت الحراسة مشددة على القطار وتحرسه خمس طائرات حربية. تجددت الاحتجاجات على قدوم اللجنة فأضرب الطلاب وقاموا بمظاهرة كُبرى في 9 ديسمبر.
- 11 ديسمبر: قامت مظاهرة من طلبة الأزهر، وكان من المخطط لهم السير إلى دور معتمدي الدول (السفراء)، هاجمت القوات الإنجليزية فتفرقوا وعادوا إلى ميدان الأزهر. دخل الكثير من المتظاهرين إلى المسجد الأزهر، فدخل ورائهم الجنود الإنجليز بالأسلحة، واعتدوا على المتظاهرين داخل المسجد. وقع كبار علماء الأزهر على بيان احتجاجًا على الأحداث أرسل إلى السلطان فؤاد ويوسف وهبة واللورد اللنبي.[75]
- 15 ديسمبر: فشلت محاولة لاغتيال يوسف وهبة، فقد ألقى عليه طالب قبطي بكلية الطب قنبلتين فانفجرتا ولم تصبه. تكررت حوادث الاغتيالات للوزراء ففي 28 يناير 1920 ألقى أحد الطلاب قنبلة على إسماعيل سري وزير الأشغال، لكنها لم تصبه. في 22 فبراير، ألقي أحد الطلاب قنبلة على محمد شفيق وزير الزراعة لكنها لم تصبه أيضًا. كذلك في 8 مايو ألقيت قنبلة على حسين درويش وزير الأوقاف لكنها لم تصبه.[76]
- عودة اللجنة إلى لندن

قضت لجنة ملنر في مصر نحو ثلاثة أشهر تدرس فيها أسباب الثورة وتبحث عن علاج لها. غادر اللورد ملنر مصر في 6 مارس 1920. اجتمعت الجمعية التشريعية في بيت الأمة لأول مرة بعد أن عُطلت عام 1914، وأصدرت قرارات ببطلان الحماية الإنجليزية على مصر وطالبت بالاستقلال التام لمصر والسودان. أزعج الاجتماع السلطان البريطانية ما أدى إلى إصدار اللورد اللنبي أمر عسكري بمنع اجتماع الجمعية. في 19 مايو، قدم وهبة استقالته، كنتيجة للسخط المصري على وزارته، فقبلها السلطان في 21 مايو. عُزيا تشكيل الوزارة الجديدة إلى محمد توفيق نسيم وزير الداخلية في وزارة يوسف وهبة، لكنها قوبلت بسخط عام هي الأخرى، والقى أحد الطلبة على سيارة نسيم قنبلة لكنها لم تؤذيه.

### مفاوضات الوفد مع لجنة ملنر
دعا اللورد ملنر الوفد المصري في باريس للمجيء إلى لندن للتفاوض مع اللجنة. أوفد الوفد ثلاثة من أعضائه: محمد محمود وعبد العزيز فهمي وعلي ماهر، للتأكد من استعداد الحكومة البريطانية في التفاوض نحو المطالب القومية. استقر رأي الوفد على الذهاب، فوصل في 5 يونيو واستقبله المصريون في لندن بمحطة فكتوريا. جرت أول مقابلة بين الوفد واللورد ملنر في 7 يونيو، وأسفرت المفاوضات عن مشروع للمعاهدة بين مصر وإنجلترا قدمه اللورد ملنر إلى الوفد فرفضه الوفد، ثم قدم الوفد مشروع للجنة لكن رفضه اللورد ملنر وتوقفت المفاوضات. استؤنفت المفاوضات مرة أخرى بوساطة من عدلي يكن، وقدمت لجنة ملنر مشروعًا يشمل على بعض التعديلات اليسيرة دون أي تغير في جوهر المُعاهدة. اجتمع الوفد للبت في قبول أو رفض مشروع المعاهدة، وانتهى بهم الأمر إلى عرض مشروع المُعاهدة على الرأي العام المصري. أصدر الحزب الوطني بيانًا ينصح فيه المصريين برفض المعاهدة. غادر أعضاء الوفد المنتدبين للاستشارة إلى باريس في أكتوبر 1920. قابل الوفد اللورد ملنر وقدموا له تحفظات المصريين على المُعاهدة، فرفض ملنر المناقشة حول هذه التحفظات. غادر الوفد لندن في نوفمبر 1920 ووصل إلى باريس، ومنها أرسل سعد زغلول باشا نداءً إلى المصريين بالاتحاد والتضحية حتى تنال مصر استقلالها. استقال اللورد ملنر في يناير 1921 خلفه في منصبه ونستون تشرشل كوزير للمستعمرات، وأدلى بأولى تصريحاته والذي عد فيه مصر جزءًا من الإمبراطورية البريطانية المرنة، ما أثار عاصفة من الاحتجاجات في مصر.

## الجهاز السري بالثورة
رأس الجهاز السري لثورة 1919 عبد الرحمن فهمي لخدمته بالجيش وعمله وكيلًا لمديريات عدة. كان ينقسم الجهاز إلى إلى عدة فروع: إدارة المخابرات، والتي كانت تجند عملاء في قصر السلطان ودار الحماية والجيش البريطاني ومجلس الوزراء. كان لهذا الفرع إدارة لتحريك المظاهرات والاضطرابات وقطع السكك الحديدة والمواصلات وعمليات التخريب. كان بين سعد زغلول وعبد الرحمن فهمي عدة شفرات في المراسلات مثل الحبر السري أو استخدام شفرات الحروف والأرقام. عندما حاول الأمراء الوصول إلى قيادة الحركة الثورية، أرسل سعد زغلول إلى فهمي خطابًا سريًّا لمراقبة محمد سعيد وجريدته الأهالي المناوئة للوفد. قام فهمي بإرسال العملاء إلى الإسكندرية، وبدأوا يخطب في الناس عقب صلاة الجمعة بأعمال الوفد وما وصلت إليه القضية بفضل مجهوداتهم، ومدى خطر محمد سعيد وجريدة، وخرج المتظاهرون من المساجد إلى إدارة جريدة الأهالي ونادوا بسقوطها. منذ ذلك التاريخ وجريدة الأهالي انقطعت عن الحديث بسوء تجاه الوفد. استخدم عبد الرحمن موظف مجهول يدعى محمد وجيه في المراسلات بينه وبين سعد، فكان يسافر إلى باريس حملًا رسائل من القاهرة إلى سعد ويعود بالرد بعد ذلك. كذلك استخدمت النساء في المرسلات ومنهم قرنية الصحفي محمود عزمي. أصبح مركز فهمي حرجاً بعدما رفض إبراهيم سعيد أمين الصندوق المالي للوفد أن يعطيه المال وإصراره على أن يعرف مصير هذه الأموال. اتهم عبد الرحمن فهمي في قضية مؤامرة، حيث كانت من أكبر المحاكمات في عهد الثورة، ما استدعت عودة المحاكم العسكرية بعد توقفها. انعقدت المُحاكمة في يوليو وانتهت بعد ثلاثة أشهر في 6 أكتوبر 1920.

## المحاكمات
كانت مصر إبان الثورة تحت الأحكام العرفية، فكانت المحاكمات كلها تتم أمام محاكم عسكرية بريطانية. قسمت السلطة العسكرية مصر إلى عدة مناطق لكل منطقة محكمة عسكرية، وعين في كل منطقة عدة ضباط سياسيين لجمع التحريات والأدلة. في يوليو 1919 اتفقت وزارة محمد سعيد على وقف المحاكمات العسكرية وإحالة من لم يحكم عليهم إلى محاكم الجنايات المصرية. كان هذا مؤقتً إذ عادت المحاكم العسكرية البريطانية إلى العمل بعد عام من هذا الاتفاق، لعدم اطمئنانها إلى المحاكم المصرية في أن تأخذ الثورة بالشدة التي تريدها.
تعددت المحاكمات خلال الثورة ومن أهمها (بحسب الموقع الجغرافي):
- دير مواس: في 18 مارس 1919، اتهم 91 شخصًا في مقتل ثماني ضباط إنجليز في قطار ديروط ودير مواس. قضت المحكمة بحكم الإعدام على 34 شخصًا منهم.[92]
- الواسطي: اتهم أحد عشر شخصًا بقتل أرثر سميث من كبار موظفي السكة الحديدية. قضت المحكمة بالإعدام على ثلاثة أشخاص.[93]
- ملوي: حُكم على عددًا من الأشخاص بالإعدام والأشغال الشاقة، بتهمة تخريب الأملاك الحكومية والتحريض على قطع السكك الحديدية.[94]

## الانقسام الداخلي

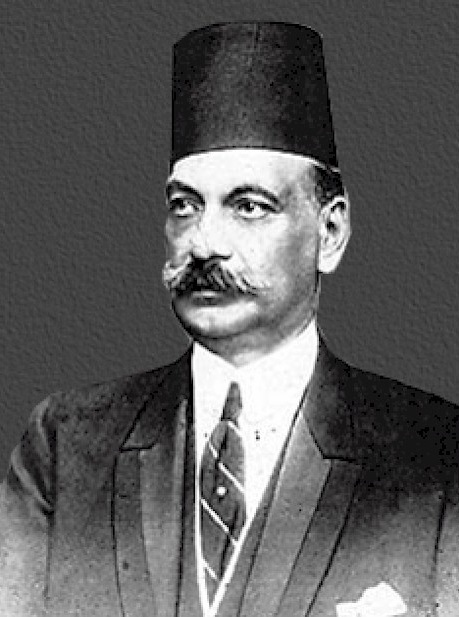
عدلي يكن

درست الحكومة البريطانية برئاسة لويد جورج تقرير اللورد ملنر، ففي 26 فبراير 1921، قررت اعتبار الحماية البريطانية على مصر علاقة غير مرضية، ودعت مصر إلى الدخول في مفاوضات رسمية للوصول إلى علاقة بديلة تضمن مصالح بريطانية. قدمت وزارة محمد نسيم استقالتها في 16 مارس 1921، وعهد إلى عدلى يكن بتشكيل وزارة جديدة. عاد سعد زغلول إلى مصر في 4 أبريل، قابله الجماهير بمظاهرات وحفلات. بدأت المحادثات بين سعد وعدلى وقدم سعد شروطه، إلا أن خلافاً قام بينهما على رئاسة الوفد، فكان عدلي يرى بأن تكون له رئاسة هيئة المفاوضات، ما دام هو رئيس الحكومة. أدرك سعد أن وزارة عدلي لا توافقه على شروطه كلها، فبدأ في حملة مناوئة لها، وكانت بدايتها في خطبة شبرا 25 أبريل والتي أصرّ فيها على أن تكون صفة الرئاسة له. عرض على هيئة الوفد في 28 أبريل الاشتراك في المفاوضات، فرأت الأغلبية المشاركة في المفاوضات برئاسة عدلي فانشق الوفد على نفسه، فاعتبرهم سعد منشقين وأعلن عدم الثقة في الحكومة.
اجتذب سعد الغالبية العظمى من المصريين إلى جانبه مما كان له آثاره في قيام العديد من المظاهرات العدائية ضدّ عدلي والوزراء المنشقّين. قامت مظاهرة في طنطا في 29 أبريل، فتعرضت لها قوات الشرطة فعجزت عن ذلك لكثرة العدد، واصلوا سيرهم حتى قسم شرطة طنطا، فأرادت الشرطة تفريقهم بمضخات المياه، فأخذ المتظاهرون يلقون بالحجارة، فردت الشرطة بإطلاق النار مما أدى إلى مقتل 4 وجرح 40 شخصًا. زاد الحادث من موقف عدلى إحراجًا؛ فأعلن أن الوزارة لم تامر قط بإطلاق الرصاص على المتظاهرين وأمر بإجراء تحقيق. سعى عدلي في تخفيف السخط الشعبي الذي تواجهه وزارته، فتواصل مع السلطة العسكرية البريطانية بشأن رفع الرقابة على الصحف، فكان له هذا في 15 مايو، وصدر إعلانًا من اللورد اللنبي بذلك.

### مفاوضات الوفد الرسمي
مضت وزارة عدلي بمهمة المفاوضات غير مكترثة لمعارضة سعد زغلول، واستخدمت الإدارة الحكومية في جمع توقيعات من الأعيان وغيرهم. استصدر السلطان في 19 مايو 1921 مرسومًا بتشكيل الوفد الرسمي للمفاوضات برئاسة عدلي يكن  زادت حدة المظاهرات في القاهرة والإسكندرية، واتخذت طابع العداء لكل من خالف رأي سعد زغلول، والنداء بسقوطهم، والاعتداء على منازلهم. في 22 مايو 1921، اشتدت المظاهرات عنفًا في الإسكندرية واشتبك المتظاهرون مع الأجانب، واشتعلت النار في عدة منازل، وحدث تبادل إطلاق النار. تحولت المظاهرات إلى اضطرابات ما أدى إلى تدخل الشرطة ثم الجيش المصري لقمعها، واستمرت الاضطرابات حتى 23 مايو. على إثر وقوع الأحداث صرح ونستون تشرشل وزير المستعمرات بأنه لا يرى الوقت مناسب لجلاء الجيش البريطاني عن مصر. وصل عدلي يكن لندن في 11 يوليو 1921، وبدأت المفاوضات بينه وبين جورج كورزون وزير الخارجية البريطاني. سلّم كورزون عدلي في 10 نوفمبر مشروع معاهدة أصرت فيه بريطاني على التواجد العسكري في مصر، وتدخلها في مجريات الحكم.
في 19 سبتمبر 1921، قررت السلطة العسكرية نفي علي فهمي كامل وكيل الحزب الوطني، وقرر مجلس الوزراء وقف جريدة اللواء المصري. استقدم سعد زغلول بعثة مكونة من خمسة نواب عن حزب العمال برئاسة جون سوان في البرلمان البريطاني للوقوف على الوضع المصري. بعد رحيل البعثة اعتزم سعد زيارة مديريات جنوب مصر وبدأ بأسيوط، فوقع شجار بين أنصاره وخصومه، وقامت قوات الشرطة والجيش بمنع سعد من النزول إلى البر، وأسفر الشجار عن مقتل شخص وجرح ثلاثين.
في 3 ديسمبر 1921 ذهب المندوب السامي البريطاني -اللنبي- إلى سراي عابدين وسلم السلطان فؤاد تبليغًا يتضمن ايضاحًا لسياسة الحكومة البريطانية إزاء مصر. تضمن التبليغ أن الحكومة البريطانية لا تنفذ مُقترحاتها في مشروع المُعاهدة دون رضاء مصر. قُطعت المفاوضات وغادر الوفد الرسمي لندن ووصل إلى مصر في 5 ديسمبر، قوبل عدلي من الجماهير بكل صنوف الإهانات والتحقير. قدم عدلي تقريراً إلى السلطان عن المفاوضات، وأوضح استحالة قبول مشروع المعاهدة، وقدم عدلي استقالته في اليوم التالي.

### اعتقال سعد زغلول ونفيه

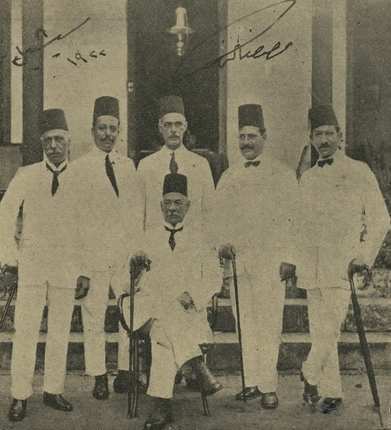
صورة مأخوذة في جزر سيشل سنة 1922 حيث نـفـت السلطات البريطانية الزعماء الوفديين، وهي موقعة ومهداة من مصطفى النحاس باشا إلى محمد علي الطاهر: سعد زغلول وخلفه من اليمين إلى اليسار: سينوت حنا - مصطفى النحاس - عاطف بركات - مكرم عبيد - فتح الله بركات.

نشر سعد زغلول نداءً إلى المصريين داعهم إلى مواصلة التحرك ضد الاحتلال البريطاني وقال فيه «فلنشق إذن بقلوب كلها اطمئنان، ونفوس ملؤها استبشار، وشعارنا الاستقلال التام أو الموت الزؤام». دعا إلى اجتماع كبير بنادي سيروس، فأنذرته السلطة البريطانية بعدم إلقاء خطب، وأمرته بمغادرة القاهرة والإقامة في الريف له والعديد من زملائه، فرد عليهم سعد برفض هذه الأوامر. اعتقلت السلطة العسكرية سعد زغلول وزملائه، وأصدر اللنبي أمراً عسكريًا يوجب على البنوك الامتناع عن صرف أي أموال مودعة باسم سعد أو الوفد إلا بإذن منه. احتج الوفد على هذه الاعتقالات، وقامت مظاهرات في القاهرة ومدن أخرى. غادر سعد زغلول في 21 ديسمبر إلى عدن ومنها إلى سيلان (سريلانكا حاليًا)، وهناك أرسلت السلطات البريطانية أحد ضباط المخابرات ليعرض على سعد أن يكون ملكًا على مصر، على أن يقبل الحماية البريطانية وفصل السودان، لكن رفض سعد العرض. في 29 ديسمبر، نفت السلطات البريطانية سعد وصحبه إلى جزر سيشيل بالمحيط الهندي بدلًا من سيلان التي كان من المفترض أن ينفى إليها.
أصدر الوفد قرارًا في 23 يناير 1922 بتنظيم مقاومة سلبية في وجه السياسة البريطانية لتشمل؛
- عدم التعاون: والذي يقتضي قطع العلاقات الاجتماعية مع الإِنجليز، وامتناع السياسيين المصريين عن تشكيل الوزارة.
- المقاطعة: مقاطعة التجارة والبنوك والسفن وشركات التأمين الإنجليزية.

بعد أن نشرت الصحف قرار الوفد، اعتقلت السلطة العسكرية الأعضاء الذين وقعوا عليه وسجنتهم في سجن قصر النيل، وعطلت الصحف التي نشرت القرار. على أثر الاعتقالات شُكِلت هيئة جديدة للوفد، وأصدروا نداء إلى المصريين باستمرار جهادهم ضد البريطانيين، إلا أن السلطة العسكرية ما لبثت أن أفرجت في 27 يناير عن أعضاء الوفد المعتقلين فانضموا إلى الهيئة الجديدة. توسطت هذه الفترة حوادث اغتيالات على البريطانيين ومن أهمها مقتل المستر براون مُفتش بوزارة المعارف.

## النتائج
ظلت الوزارة شاغرة لأكثر من شهرين بعد استقالة عدلي، وأحجم المسؤولين عنها، نتيجة للسخط العام. عُرض تشكيل الوزارة على عبد الخالق ثروت فقدم شروط لقبوله المنصب، منها عدم قبول مشروع كرزون، وإلغاء الحماية على مصر. قوبلت الشروط برفض كلًا من الوفد والحزب والوطني لتمسكهما بجلاء القوات البريطانية عن مصر. سافر اللنبي إلى لندن لإقناع الحكومة البريطانية بقبول شروط ثروت، لما وجد فيها شروطًا أقل ترضية للمصريين في ثورتهم على الاحتلال. اقنع اللنبي رئيس الوزراء البريطاني لويد جورج بقبول الشروط، فانتهت مباحثاتهم بقبول شروط ثروت وإعلان تصريح 28 فبراير عام 1922. نشر الحزب الوطني في 2 مارس بياناً يشطب فيه التصريح لإصرار بريطانيا على انتهاك الاستقلال المصري.

### تصريح 28 فبراير
عاد اللورد اللنبي إلى القاهرة في 28 فبراير 1922، يحمل التصريح وعنوانه (تصريح لمصر) ليتضمن انهاء الحماية وإعلان مصر دولة مستقلة ذات سيادة. أبقت بريطانيا بعض الأمور دون تعديل إلى أن يتم الاتفاق حولها وهي: تأمين مواصلات الإمبراطورية البريطانية؛ الدفاع عن مصر من كل تدخل أجنبي؛ حماية المصالح الأجنبية في مصر وحماية الأقليات؛ المسألة السودانية. أعلن التصريح من الجانب البريطاني دون ارتباط أو قبول من الجانب المصري، وقد صرح لويد جورج أن سبب كوّن الإعلان من جانب واحد بأنه لا توجد حكومة مصرية تستطيع الارتباط بمعاهدة مع بريطانيا تكفل الضمانات التي تطلبها. اجتمعت اللجنة الإدارية للحزب الوطني وصرحت بأنه لا يوجد تغيير في مقاصد الحكومة البريطانية بالنسبة لمصر.
أعلن السلطان فؤاد الأول في 15 مارس استقلال مصر واتخذ لقب ملك مصر، وشُكلت وزارة عبد الخالق ثروت، واعتبر اليوم عيدًا وطنيًا، لكن المصريين لم يشاركوا الحكومة الابتهاج بهذا التصريح، وقوبل بسخط شعبي. سعت وزارة ثروت في تحقيق مظاهر هذا الاستقلال، فأنشأت وزارة للخارجية تولها ثروت نفسه، وعينت وكلاء مصريين للوزارات بدلًا من البريطانيين. قام الملك بإصدار مرسومًا بتعديل نظام وراثة العرش بعد أن عدله البريطانيين.
أُلِفّت وزارة ثروت في 3 مارس أبريل 1922 لجنة لوضع مشروع الدستور وقانون الانتخابات وسميت «لجنة الثلاثين». لم يشترك الوفد والحزب الوطني، لأنهم رأوا أن الدستور كان يجب أن يُعهد لجمعية تأسيسية تختارها الأمة لا إلى لجنة تؤلفها الحكومة. رفعت اللجنة مشروع الدستور إلى ثروت في 21 أكتوبر 1922. كثرة عمليات الاغتيالات للأجانب، واتخذت وزارة ثروت الكثير من الإجراءات التعسفية تجاه المُعارضة منها مصادرتها للاجتماعات المُخالفة لها، وتعطيل صحف «الأهالي والأمة والأهرام». زاد مركز الوزارة إحراجًا بعد أن قامت القوات البريطانية باعتقال أعضاء الوفد ومُحاكمتهم بتهمة نشر منشورات تحرض على احتقار الحكومة والملك، ولم تتخذ الحكومة أي قرارًا تجاه هذه الاعتقالات.
تأسس حزب الدستورين الأحرار برئاسة عدلي يكن، وبمساعدة وزارة ثروت؛ لذلك حمل منذ تأليفه طابع العداء لسعد وللوفد. تبنى الحزب سياسة التساهل مع الإنجليز للوصول إلى حل للقضية المصرية. في 29 نوفمبر 1922 قدم ثروت استقالته فقبلها الملك في نفس اليوم، ولم يذكر سبب هذه الاستقالة.

### وزارة توفيق نسيم وما تبِعها

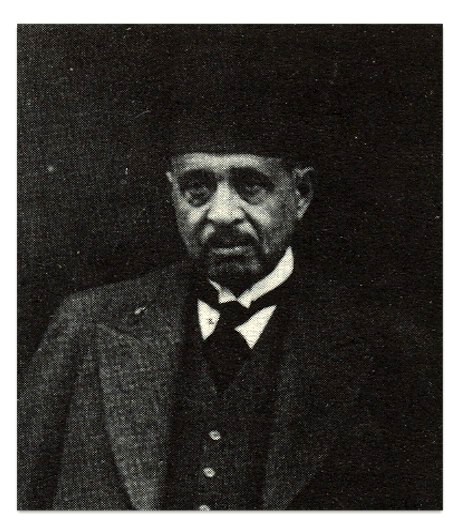
محمد توفيق نسيم.

في 30 نوفمبر 1922، عُهد إلى محمد توفيق نسيم - رئيس الديوان الملكي - تشكيل وزارة جديدة، فشكلها في نفس اليوم. كان لعدم اهتمام الوزارة الجديدة بإطلاق سراح سعد زغلول وأعضاء الوفد المنفيين آثره في تجدد حوادث اغتيال البريطانيين. شرعت الوزارة في عمل تعديلات على مشروع الدستور خاصة بالأمور المتعلقة بالملك وإعطائه المزيد من الصلاحيات. رأت الحكومة البريطانية أن مشروع الدستور عرضة للتعديل قبل صدوره، فطلبت إدخال تعديلات في الأمور المُتعلقة بها، ومن أهمها تعديل المواد المُتعلقة بالسودان وفصلها عن القطر المصري وتغيير لقب الملك من «ملك مصر والسودان» إلى «ملك مصر»، وقبلت الوزارة طلب الحكومة البريطانية. في 5 فبراير 1923، استقالت الوزارة، وكان لهذا آثاره في تجدد الاضطرابات في مصر.
- 7 فبراير: وقع اعتداء على أحد البريطانيين العاملين بمصلحة السكة الحديدية، فأصدر اللنبي أمرًا عسكريًا بتعين الكولونل كوك كوكس حاكمًا عسكريًا للقاهرة والجيزة.
- 12 فبراير: ألقيت قنبلة على المعسكر البريطاني بجزيرة بدران، فقتل يونانيًا، وأصيب جنديين بريطانيين.
- 20 فبراير: قامت السلطات البريطانية بتفتيش منزل سعد زغلول واستولت على ما به من أوراق، وأغلق المنزل وأقام عليه حرس لمنع الدخول إليه.
- 5-6 مارس: اعتقلت السلطة البريطانية أعضاء الوفد، وعطلت جريدة اللواء المصري التابعة للحزب الوطني.[127]

رأت الحكومة البريطانية تهدئة الحركة الوطنية في مصر بالإفراج عن سعد زغلول. نفذ الإفراج في 30 مارس 1923، وسافر سعد زغلول إلى فرنسا لتلقى العلاج، وكذلك أفرجت عن المعتقلين في مصر من أعضاء الوفد. أصدر اللورد اللنبي قرارًا بإلغاء القرار السابق بشأن تعيين حاكم عسكري للقاهرة والجيزة.

### دستور 1923
في 15 مارس 1923، شَكل يحيى إبراهيم الوزارة الجديدة، حيث كانت وزارة إدارية دون برنامج. وضع أعضاء لجنة الدستور احتجاجًا على التعديلات التي أجرتها وزارة توفيق نسيم. في 19 أبريل 1923 صدر الأمر الملكي بالدستور، طبقًا للمشروع الذي أقرته اللجنة محذوفًا منه النصّان الخاصان بالسودان. أعقب صدور الدستور؛ إفراج السلطة العسكرية البريطانية عن أعضاء الوفد المُعتقلين، وتم الإفراج الباقين في جزيرة سيشيل. في 30 أبريل صدر قانون الانتخابات في ظل الدستور الجديد. في 30 مايو، أصدرت الوزارة القانون رقم 14 لعام 1923 المُسمى «قانون الاجتماعات العامة والمظاهرات في الطرق العمومية»، والتي قيدت فيه حق الاجتماعات والتظاهر بقيود شتى، وفي 31 مايو فكت السلطات البريطانية اعتقال أعضاء الوفد المُتواجدين في جزيرة سيشيل. في 26 يونيو، أصدرت الوزارة قانون يقضي بجواز تطبيق الأحكام العرفية كلما تعرض الأمن المصري للخطر سواء بإغارة قوات للعدو أو وقوع اضطرابات داخلية، والتوسيع من صلاحيات الحاكم العسكري. في 5 يوليو، جرت مفاوضات بين الوزارة ودار المندوب السامي حول إلغاء الأحكام العرفية، أصدر اللورد اللنبي أمرًا بإلغاء الأحكام العُرفية، مقابل إصدار الحكومة للقانون التضمينات والذي يقضي بإجازة كل ما قامت به السلطة العسكرية البريطانية طوال مدة تنفيذ الأحكام، وعدم أحقية مصر في طلب تعويضات عن تطبيقها، كذلك صدر العفو عن بعض المحكوم عليهم من المحاكم العسكرية بعقوبات أقصاها 15 عام.
عاد سعد زغلول إلى مصر في 17 سبتمبر 1923، واستقبله المصريون بحفاوة، كذلك عاد أعضاء الحزب الوطني المبعدون إلى أوروبا.

### نتائج مؤتمر لوزان
اتفقت تركيا مع الحلفاء على عقد مؤتمر دولي في لوزان، فرنسا، لإبرام الصلح مع الحكومة الوطنية التركية الجديدة بزعامة مصطفى كمال أتاتورك، لتسوية الحالة في المنطقة عامة. اتجهت الأنظار في مصر إلى ضرورة تمثيلها في هذا المؤتمر، فأصدر الحزب الوطني والوفد قرارات بإرسال وفود إلى المؤتمر. قرر الوفدان الاندماج في هيئة واحدة سميت «الوفد المصري»، وقدم الوفد إلى رئاسة المؤتمر في 21 نوفمبر 1922. انتهى المؤتمر دون أن تمثل فيه مصر بأي صفة، ووُقعت فيه معاهدة الصلح - معاهدة لوزان - بين تركيا والحلفاء في 24 يوليو 1923.